# Фрид, Джералд
Джералд Фрид (англ. Gerald Fried; 13 февраля 1928 — 17 февраля 2023) — американский композитор, дирижёр, музыкант и гобоист, известный своей музыкой к телевидению и кино.
Сочинял музыку для известных телесериалов 1950-х и 1960-х годов, среди которых «Дымок из ствола» 1955 года, «Караван повозок» 1957 года, «Сыромятная плеть» 1959 года, «Бен Кейси» 1961 года, «Агенты А.Н.К.Л.», «Остров Гиллигана» (оба 1964 года), «Затерянные в космосе» 1965 года, «Звёздный путь», «Миссия невыполнима» (оба 1966 года) и «Менникс» 1967 года, а также мини-сериалы 1970-х годов: «Корни» 1977 года и «Корни: Следующие поколения» 1979 года.
Джералд Фрид также писал музыку и для фильмов, среди которых «Вампир» 1957 года, «Пулемётчик Келли», «Плачущий убийца» (оба 1958 года), «Слишком поздно, герой» 1970 года, «Банда Гриссомов» 1971 года, «Малыш» 1973 года и несколько ранних фильмов Стэнли Кубрика.
Фрид был единственный раз номинирован на премию «Оскар» — в категории «Лучшая музыка к фильму», за документальный фильм 1974 года — «Птицы делают это, пчёлы делают это». Он также был номинирован пять раз на прайм-таймовую премию «Эмми», и выиграл один раз — за «Корни».
Джералд Фрид умер от пневмонии в городе Бриджпорт, в штате Коннектикут, 17 февраля 2023 года, через четыре дня после своего 95-го дня рождения.

## Избранная фильмография

### Фильмы и телефильмы
- День схватки (1951)
- Страх и вожделение (1952)
- Поцелуй убийцы (1955)
- Убийство (1956)
- Вампир (1957)
- Сержант Хук (1957)
- Дино (1957)
- Тропы славы (1957)
- Огненный барьер (1958)
- Возвращение Дракулы (1958)
- Пулемётчик Келли (1958)
- Я хороню живого (1958)
- Проклятие безликого человека (1958)
- Плачущий убийца (1958)
- Террор в техасском городке (1958)
- Тимбукту (1959)
- Я бандит (1959)
- Холодный ветер в августе (1961)
- Двадцать плюс два (1961)
- Второй раз с начала (1961)
- Кабинет доктора Калигари (1962)
- Раз картошка, два картошка (1964)
- Убийство сестры Джордж (1968)
- Что случилось с тётушкой Элис? (1969)
- Слишком поздно, герой (1970)
- Банда Гриссомов (1971)
- Малыш (1973)
- Зелёный сойлент (1973)
- Птицы делают это, пчёлы делают это (1974)
- Я больше никогда не буду воевать (1975)
- Выжившие в Андах (1976)
- Банда защитников (1976)
- Фрэнсис Гэри Пауэрс: Правдивая история инцидента с самолётом-разведчиком U-2 (1976)
- Заклинание (1977)
- Секс и замужняя женщина (1977)
- Ужас в круизе (1978)
- Невероятное путешествие доктора Мег Лорел (1979)
- Взросление: Чудо любви (1979)
- Не легко разойтись (1979)
- Происшествие на лайнере (1979)
- Испытание доктора Мадда (1980)
- Гоген-дикарь (1980)
- The Silent Lovers (1980)
- Детективы Агаты Кристи: Простота убийства (1982)
- Жизнь для нас: История Мэдгара Эверса (1983)
- Возвращение агентов А.Н.К.Л. (1983)
- Убийца в семье (1983)
- Мистический воин (1984)
- Посольство (1985)
- Корни: Дар (1988)

### Телесериалы и мини-сериалы
В этом разделе указан год, с которого и по который, Джералд Фрид работал над телесериалом.
- Караван повозок (1959)
- Бен Кейси (1963)
- Три моих сына (1964–1967)
- Остров Гиллигана (1965–1967)
- Сыромятная плеть (1965)
- Дымок из ствола (1965)
- Агенты А.Н.К.Л. (1965–1967)
- Миссия невыполнима (1966–1969)
- Звёздный путь[a] (1966–1968)
- Семейное дело (1967–1968)
- Затерянные в космосе (1967)
- Менникс (1969)
- Женщина-полицейский (1975–1978)
- Корни (1977)
- Корни: Следующие поколения (1979)
- Мятежники (1979)
- Династия (1983–1984)
- Наполеон и Жозефина (1987)

## Награды и номинации
Премия «Оскар»
- 1976 — Лучшая музыка к фильму; за фильм «Птицы делают это, пчёлы делают это» (номинация)[10]

Прайм-таймовая премия «Эмми»
- 1977:

- - Лучшая музыкальная композиция для телесериала; за мини-сериал «Корни» — эпизод: «Part I»; вместе с Куинси Джонсом (победа)[12]

- - Лучшая музыкальная композиция для телесериала; за мини-сериал «Корни» — эпизод: «Part VIII» (номинация)[12]

- 1980 — Лучшая музыкальная композиция для мини-сериала или спецвыпуска; за телефильм «The Silent Lovers» (номинация)

- 1984 — Лучшая музыкальная композиция для мини-сериала или спецвыпуска; за телефильм «Мистический воин» (номинация)[17]

- 1988 — Лучшая музыкальная композиция для мини-сериала или спецвыпуска; за мини-сериал «Наполеон и Жозефина» — эпизод: «Part III» (номинация)[18]

## Заметки
1. 1 2  Позже названный как «Звёздный путь: Оригинальный сериал»